# Rank nunneört
Rank nunneört (Corydalis capnoides) är en vallmoväxtart som först beskrevs av Carl von Linné, och fick sitt nu gällande namn av Christiaan Hendrik Persoon. Enligt Catalogue of Life ingår Rank nunneört i släktet nunneörter och familjen vallmoväxter, men enligt Dyntaxa är tillhörigheten istället släktet nunneörter och familjen vallmoväxter. Arten förekommer tillfälligt i Sverige, men reproducerar sig inte.

## Underarter
Arten delas in i följande underarter:
- C. c. capnoides
- C. c. tenella